# Tel Aviv Open 1985
Il Tel Aviv Open 1985 è stato un torneo di tennis giocato sul cemento. È stata la 6ª edizione del torneo, che fa parte del Nabisco Grand Prix 1985. Si è giocato al Israel Tennis Centers di Ramat HaSharon vicino a Tel Aviv in Israele dal 14 al 21 ottobre 1985.

## Campioni

### Singolare maschile
Brad Gilbert ha battuto in finale  Amos Mansdorf con il punteggio di 6–3, 6–2

### Doppio maschile
Brad Gilbert /  Ilie Năstase hanno battuto in finale  Michael Robertson /  Florin Segărceanu con il punteggio di 6–3, 6–2